# الركود الكبير في آسيا
عندما بدأت فيه الولايات المتحدة الأمريكية، انتشر الركود الكبير في آسيا بسرعة وأثر على معظم المنطقة.

## شرق آسيا

### بر الصين الرئيسي
في الصين، يتوقع صندوق النقد الدولي نمو الناتج المحلي الإجمالي لعام 2008 بنسبة 9.7 ٪ وينخفض إلى 8.5 ٪ في عام 2009. كان هناك صراع جاري لمعرفة من الذي سيبتلع الخسائر على الوكالات الأمريكية وسندات الخزانة. في 9 نوفمبر 2008، أعلنت الصين عن حزمة من الإنفاق الرأسمالي بالإضافة إلى تدابير دعم الدخل والاستهلاك. سيتم إنفاق أربعة تريليونات يوان (586 مليار دولار) على تطوير البنية التحتية ، وخاصة الطرق والسكك الحديدية والمطارات وشبكة الطاقة ؛ زيادة الدخل في الريف عن طريق إصلاح الأراضي ؛ وفي مشاريع الرعاية الاجتماعية مثل الإسكان الميسور التكلفة وحماية البيئة  حتى الآن تم إغلاق ما لا يقل عن 670,000 مؤسسة صغيرة ومتوسطة الحجم ؛  تاركة بشكل كبير المؤسسات كبيرة الحجم (والتي قد تحتوي أو لا تحتوي على شركات قامت بمصادر خارجية لأماكن العمل الخاصة بها بعيدًا عن الولايات المتحدة - تاركة ما لا يقل عن خمسة ملايين شخص هناك عاطل عن العمل).

### هونج كونغ
انزلق اقتصاد هونغ كونغ رسمياً إلى الركود في الربع الأخير من عام 2008. ومن المتوقع أن ينمو الاقتصاد بنسبة 2 في المائة في عام 2009. يعد اقتصاد هونغ كونغ اقتصاد عالي متقدم قائم على الخدمات، وتجارة التجزئة، والسياحة، والنقل، والصناعات المالية. تقع الصناعة التحويلية في هونغ كونغ في مقاطعة قوانغدونغ التي توظف أكثر من 11 مليون شخص. فقد مؤشر هانغ سنغ أكثر من 60 في المائة من قيمته، وفقد سوق العقارات أكثر من 40 في المائة من حيث القيمة وبلغ معدل البطالة 4.8 في المائة.

### تايوان
أعلنت تايوان عن مليارات الدولارات في الإنفاق وخفض الضرائب بسبب تراجع النمو وتراجع 26 في المائة في سوق الأسهم في عام 2008. حيث أثار إفلاس ليمان براذرز مخاوف بشأن التعرض العالمي للممتلكات ولأسهم ليمان براذرز واحتمال أن يؤدي الإفلاس إلى مزيد من تشديد الائتمان. وقيل إن تايوان على الرغم من الإبلاغ عن خسائر قليلة من أزمة الرهون العقارية عالية المخاطر، تعاني من تعرض ليمان لشركاتها ومستثمري التجزئة بقيمة 2.5 مليار دولار. لزيادة القوة الشرائية، أصدرت حكومة ROC قسيمة المستهلك ROC.